# Petar Kirov
Petar Kirov (búlgar: Петър Киров)  (Kaltxevo, 17 de setembre de 1942) és un lluitador búlgar, ja retirat, especialista en lluita grecoromana, que va competir durant les dècades de 1960 i 1970.
El 1968 va prendre part en els Jocs Olímpics d'Estiu de Ciutat de Mèxic, on guanyà la medalla d'or en la prova del pes mosca del programa de lluita grecoromana. Quatre anys més tard, als Jocs de Múnic, revalidà la medalla d'or en la mateixa prova. El 1976, als Jocs de Mont-real, disputà, sense sort, els seus tercers i darrers Jocs Olímpics.
En el seu palmarès també destaquen tres medalles d'or al Campionat del món de lluita, el 1970, 1971 i 1974 i sis medalles al Campionat d'Europa de lluita, quatre d'or, una de plata i una de bronze entre el 1967 i el 1976. A nivell nacional guanyà tots els campionats búlgars del seu pes entre 1965 i 1976. El 1970 i 1971 fou nomenat atleta búlgar de l'any. Una vegada retirat passà a exercir d'entrenador de la selecció búlgara, així com president de la Federació de Lluita Búlgara entre 1991 i 1993.